# Venise Mestre Rugby
Dernière mise à jour : 4 juillet 2012.
Venezia Mestre Rugby est un club italien de rugby à XV basé à Venise participant au Championnat d'Italie de rugby à XV.

## Histoire
Le club est créé le 6 octobre 1986 de l'union de deux clubs : Venezia Rugby Football Club et Rugby Mestre, le premier ayant été fondé en 1948 et le second en 1965. En 1986 l'équipe dispute le championnat de Série C1. Durant la saison 1993-1994, il termine premier du championnat mais ne peut jouer l'année suivante en Série B car le règlement prévoit qu'une équipe ne peut monter avant d'avoir 14 ans d'âge. La promotion en Série B survient la saison 1999-2000. Deux années après ils disputent la Série A. Et enfin en 2004-2005, il réussit une nouvelle promotion pour atteindre le niveau le plus élevé : le Super 10. Mais l'apprentissage du plus haut niveau est difficile : c'est la relégation immédiate, le Venise Mestre Rugby termine 10e et dernier lors de la saison 2005-2006 et retrouve la Série A.
En 2008, le français Christian Gajan y est nommé entraineur.

## Palmarès
- Vainqueur de la Série A en 2005 et 2007.